# Bollandisti
Bollandisti è il termine con il quale viene indicato un gruppo di eruditi, all'inizio per lo più gesuiti, detto anche Società dei bollandisti, che a partire dal XVII secolo si sono dedicati a studi agiografici con metodo filologico e storico. L'opera più importante è la compilazione degli Acta Sanctorum, una raccolta critica di fonti documentarie sui santi distribuite secondo i giorni dell'anno. Prendono il nome dal gesuita belga Jean Bolland, uno dei primi esponenti di questa società. 

## Storia
L'idea ispiratrice fu del gesuita olandese Heribert Rosweyde (1569-1629) con l'opera Fasti Sanctorum quorum vitae in belgicis bibliothecis manuscriptae asservantur (1607).
Dopo la sua morte (1629) la raccolta fu proseguita dal belga Jean Bolland, il quale nel 1643 pubblicò i primi volumi degli Acta Sanctorum. Alla sua morte nel 1665 si erano pubblicati solo i tomi relativi ai santi di gennaio, febbraio e marzo.
Il lavoro di Bolland fu poi continuato dai padri Godfried Henschen, Daniel Papebroch, e da molti altri.

## Analecta Bollandiana
Oltre agli Acta Sanctorum, dal 1882 ha avuto inizio la pubblicazione del primo numero degli Analecta Bollandiana: si tratta di una rivista semestrale su temi di critica agiografica, le cui pubblicazioni proseguono ancor oggi, con i supplementi agli Acta.
La rivista include articoli in tedesco, inglese, francese e italiano. È proprietà della Compagnia di Gesù (ISSN 0003-2468) e dal 1882 è curata e pubblicata dalla Société des Bollandistes di Bruxelles. 
Ogni numero contiene circa 240 pagine e consiste in edizioni critiche di testi agiografici della tradizione greca, latina o orientale (siriaca, copta, sahidica, armena, georgiana, ecc.) e altri studi fondamentali sull'agiografia, compresa la sua storia moderna. La parte più rilevante è costituita da recensioni e bibliografia. Essa è considerata la rivista di riferimento della letteratura agiografica.
Fu inizialmente fondata dal gesuita belga Charles De Smedt (1831-1911) come ausilio scientifico degli Acta Sanctorum pubblicati dai Bollandisti e come nuovo luogo per la ricerca agiografica.
L'archivio storico digitalizzato dal 1882 è presente nel sito del progetto Archives de littérature du Moyen Âge e nell'Internet Archive (numeri dal 1882 al 2008) Al 2020 l'archivio contava 138 volumi. Un indice dei primi 100 volumi (dal 1882 al 1982) fu pubblicato nel 1983, in occasione del centenario.

## Bibliotheca hagiographica latina
La  Bibliotheca hagiographica latina è una monumentale opera di catalogazione di documenti agiografici in latino. La sua prima edizione, uscita fra il 1898 ed il 1901 (con un successivo supplemento del 1911), è stata opera della Società dei Bollandisti.